# Croton verapazensis
Croton verapazensis är en törelväxtart som beskrevs av John Donnell Smith. Croton verapazensis ingår i släktet Croton och familjen törelväxter. Inga underarter finns listade i Catalogue of Life.